# یوهانس تیمن
یوهانس تیمن (زاده ۹ فوریه ۱۹۹۴) یک بازیکن بسکتبال اهل آلمان است. او هم اکنون برای تیم alba berlin بازی میکند.